# Fedotovita
La fedotovita és un mineral de la classe dels sulfats. Rep el seu nom en honor de Sergei Aleksandrovitx Fedotov (1931-), vulcanòleg i sismòleg, director de l'Institut de Vulcanologia de Petropàvlovsk-Kamtxatski (Rússia).

## Característiques
La fedotovita és un sulfat de fórmula química K₂Cu₃O(SO₄)₃. Cristal·litza en el sistema monoclínic. Apareix en forma d'escorces de cristalls pseudohexagonals imperfectes, amb escates o plaques en {100}, de fins a 5 mm. La seva duresa a l'escala de Mohs és 2,5. Està relacionada estructuralment amb l'euclorina i la puninita.
Segons la classificació de Nickel-Strunz, la fedotovita pertany a «07.BC: sulfats (selenats, etc.), amb anions addicionals, sense H₂O, amb cations de mida mitjana i gran», juntament amb els minerals següents: d'ansita, alunita, amonioalunita, amoniojarosita, argentojarosita, beaverita-(Cu), dorallcharita, huangita, hidroniojarosita, jarosita, natroalunita-2c, natroalunita, natrojarosita, osarizawaïta, plumbojarosita, schlossmacherita, walthierita, beaverita-(Zn), ye'elimita, atlasovita, nabokoïta, clorotionita, euclorina, kamchatkita, piypita, klyuchevskita, alumoklyuchevskita, caledonita, wherryita, mammothita, linarita, schmiederita, munakataïta, chenita, krivovichevita i anhidrocaïnita.

## Formació i jaciments
La fedotovita apareix en forma de sublimats al voltant de les fumaroles volcàniques. Va ser descoberta al Tolbàtxik (óblast de Kamtxatka, Rússia), on ha estat trobada en diferents indrets del volcà. També ha estat descrita a la mina Nickel al comtat de Churchill (Nevada, Estats Units).
Sol trobar-se associada amb altres minerals com: dolerofanita, calcocianita, tolbatxita, piypita, melanotal·lita, tenorita, vergasovaïta, euclorina, alarsita, klyuchevskita, lammerita, nabokoïta, atlasovita, langbeinita i hematita.